# Прапор Теплицького району
Пра́пор Те́плицького райо́ну — офіційний символ Теплицького району Вінницької області, затверджений 8 червня 2007 року 8 сесією Теплицької районної ради 5 скликання.

## Опис
Прапор являє собою прямокутне полотнище із співвідношенням сторін 1:2. Він розділений вздовж на дві рівновеликі смуги синього і жовтого кольорів. З боку древка знаходиться зелена вставка у вигляді рівнобедреного трикутника, спрямованого у центр полотнища. В його центрі на щитку вертикально розміщено герб району.

## Символіка
- Синя та жовта смуги запозичені кольори державного прапора України.
- Зелений колір вставки символізує відродження, спокій і надію.